# Greenwood (Missouri)
Pour les articles homonymes, voir Greenwood.
Greenwood est une ville des comtés de Cass et Jackson, dans le Missouri, aux États-Unis,. Elle est fondée en 1867 et incorporée en 1963.

## Démographie
Lors du recensement de 2010, la ville comptait une population de 5 221 habitants. Elle est estimée, en 2016, à 5 658 habitants.

## Source de la traduction
- (en) Cet article est partiellement ou en totalité issu de l’article de Wikipédia en anglais intitulé « Greenwood, Missouri » (voir la liste des auteurs).